# Austin Warren
Austin Warren (4 de Julho de 1899 — 20 de Agosto de 1986) é um crítico literário americano. Foi autor de uma obra com René Wellek, Teoria da literatura (1948), em que resume as teorias do New Criticism.